# Живи вільно або помри
«Живи вільно або помри» (англ. Live Free or Die) — американська комедія, що вийшла на екрани в 2006 році.

## Сюжет
Фільм розповідає про хлопця, на прізвисько «Жорстокий Джонні», розпродають фальшиві знижкові купони. Одного разу він зустрічає свого приятеля Джефа Лагран, який допомагає сестрі розібратися з невеликою спадщиною. Жорстокий Джонні теж вирішує взяти участь в діленні. Але раптово у нього виникають проблеми з поліцією.

## У ролях
| Актор                 | Роль                            |
| --------------------- | ------------------------------- |
| Аарон Стенфорд        | Джон «Жорстокий Джонні» Радгейт |
| Пол Шнайдер           | Джеф Лагран                     |
| Майкл Рапапорт        | Патні                           |
| Кевін Данн            | Монсон                          |
| Зоуі Дешанель         | Шеріл                           |
| Ебон Мосс-Бахрач      | Газаніга                        |
| Джуда Фрідлендер      | Хеш                             |
| Пітер Ентоні Тамбакіс | Маркус                          |
| Кім Дайректор         | Донна                           |